# Strunghil
Strunghilul sau stronghilul (Neogobius melanostomus) este un pește mic marin, adaptat la viața din apele salmastre, din familia gobiide,  răspândit pe fundul pietros în zona litorală din Marea Azov, Marea Neagră, Marea Marmara și Marea Caspică. Pătrunde în fluvii destul de sus (în Nistru, până la Moghilev; în Bug, Nipru; Don până la Rostov, etc.). În România, în mare, se întâlnește peste tot unde este fund de piatră și nisip cu pietre; în lacuri (Razelm, Babadag, Tașaul, Canara, Siutghiol, Tăbăcărie, Tatlageac, Mangalia).